# Filip František Červenka
Filip František Červenka (* 26. srpna 2000 Praha) je český televizní herec.

## Život
Po základní škole byl přijat na Pražskou konzervatoř. Svou filmovou premiéru si odbyl v roce 2018 ve filmu Zoufalé ženy dělají zoufalé věci režiséra Filipa Renče. V roce 2019 hrál jednu z hlavních rolí Tondy v seriálu České televize Most! poté, co podle deníku Blesk zazářil na castingu mezi ostatními studenty. V roce 2021 účinkoval v seriálech Osada a Pan profesor, v roce 2024 si zahrál jednu z hlavních rolí v seriálu Lež na pláži a v roce 2025 jako Slávek v seriálu Studna.